# Owlī Qeshlāq
Owlī Qeshlāq (persiska: اولی قشلاق) är en ort i Iran.   Den ligger i provinsen Östazarbaijan, i den nordvästra delen av landet, 500 km nordväst om huvudstaden Teheran. Owlī Qeshlāq ligger 598 meter över havet och antalet invånare är 242.
Terrängen runt Owlī Qeshlāq är kuperad, och sluttar norrut. Runt Owlī Qeshlāq är det ganska glesbefolkat, med 42 invånare per kvadratkilometer. Närmaste större samhälle är Abīsh Aḩmad, 13,8 km sydost om Owlī Qeshlāq. Trakten runt Owlī Qeshlāq består till största delen av jordbruksmark.